# (5901) 1986 WB1
(5901) 1986 WB1 là một tiểu hành tinh vành đai chính. Nó được phát hiện bởi Zdeňka Vávrová ở Đài thiên văn Kleť gần České Budějovice, Cộng hòa Séc, ngày 25 tháng 11 năm 1986.